# Ctenolophus spiricola
Ctenolophus spiricola är en spindelart som först beskrevs av William Frederick Purcell 1903.  Ctenolophus spiricola ingår i släktet Ctenolophus och familjen Idiopidae. Inga underarter finns listade i Catalogue of Life.